# Enghien-les-Bains
Enghien-les-Bains [ɑ̃ɡɛ̃ le bɛ̃] ist eine französische Stadt und Gemeinde mit 11.594 Einwohnern (Stand 1. Januar 2022) unmittelbar nördlich von Paris im Département Val-d’Oise. Die männlichen Einwohner werden Enghiennois, die weiblichen Enghiennoises genannt.
Die 1850 gegründete Gemeinde liegt an dem nach ihr benannten See, dem Lac d'Enghien. Die außergewöhnliche Lage am See, das Thermalbad und die Pferderennbahn Champ de Courses d'Enghien machen sie sowohl zu einem beliebten Naherholungsort als auch zu einer der begehrtesten Wohngemeinden in der Hauptstadtregion Paris.

## Geografie

### Geografische Lage
Die Talsenke von Montmorency ist eine dicht besiedelte Agglomeration mit 300.000 Einwohnern in der Hauptstadtregion Paris. Enghien-les-Bains liegt in der Mitte dieser Talsenke, zwischen zwei Zeugenbergen: der Hügelkette von Montmorency im Norden und den Buttes du Parisis im Süden.

### Ausdehnung des Stadtgebiets
Zur mit 1,77 km² recht kleinen Fläche der Gemeinde gehört auch der See mit 0,43 km².

### Der See von Enghien

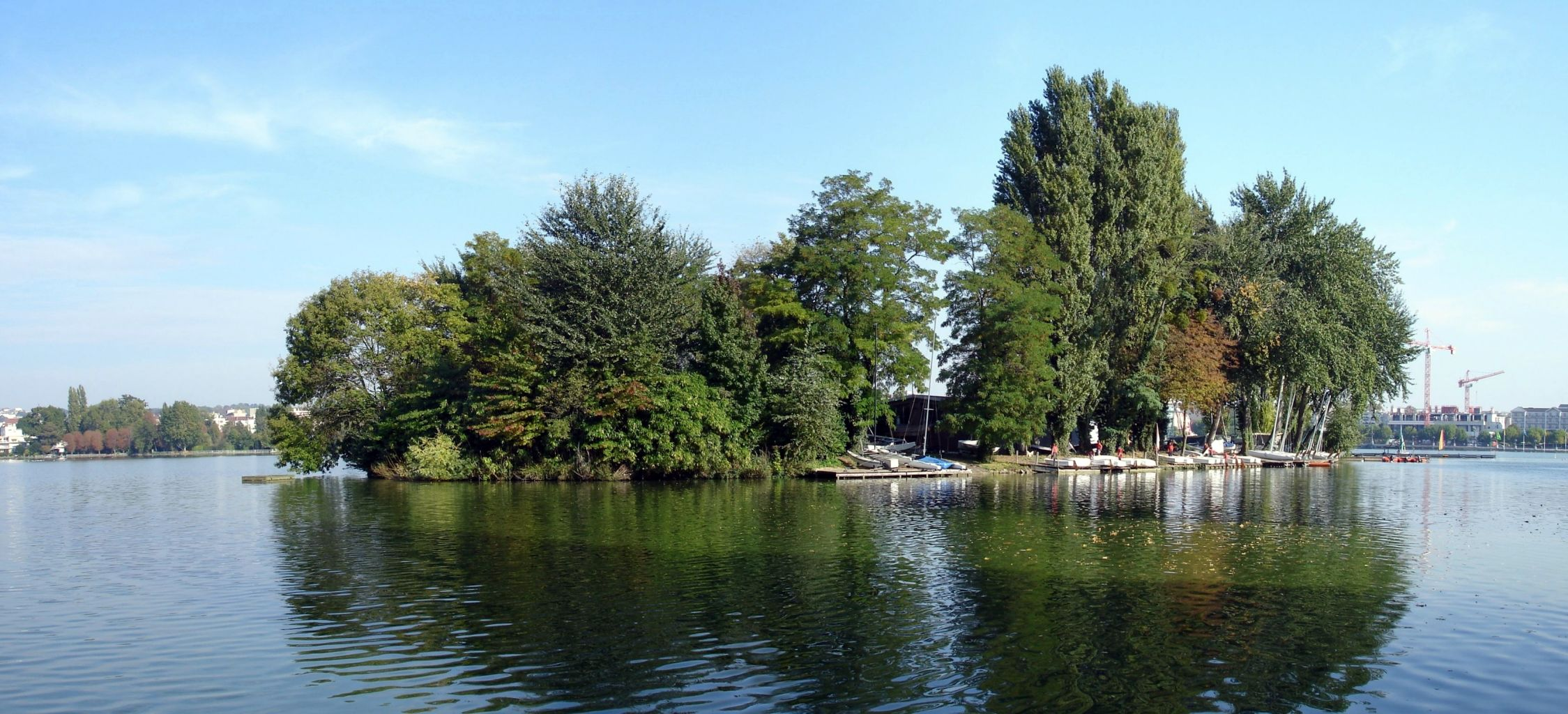
Die Schwaneninsel (Île des Cygnes) im See von Enghien

Der See ist ein flaches Wasserbecken, gefüllt mit seichtem Wasser und ursprünglich sumpfigen Ufern. Er speist sich aus mehreren Bächen, die im breiten Tal unterhalb der Hügelkette von Montmorency zusammenströmen. Auch unterirdische Wasserläufe sind am Zustandekommen des Wasserreservoirs beteiligt. Das Wasser durchströmt gipshaltige Schichten, die in der Umgebung sehr häufig vorkommen. Von diesen nehmen sie Schwefel auf; im See selbst und in den Thermalquellen in seiner Nähe tritt dieses schwefelhaltige Wasser wieder zu Tage.

### Nachbargemeinden
Nachbargemeinden sind Montmorency, Deuil-la-Barre, Saint-Gratien und Soisy-sous-Montmorency.

### Stadtbild
Frei stehende Häuser herrschen in Enghien-les-Bains vor; sie belegen 49,8 % der Gemeindefläche. Ein beträchtlicher Teil davon sind Villen aus dem 19. Jahrhundert, besonders in der Nähe des Sees. Seltener findet man dort moderne Villen. Das Stadtzentrum richtet sich entlang der Rue du Général-de-Gaulle und den Gleisen der Bahnstrecke Paris-Pontoise aus. Die Stadt weist keine offiziellen Gewerbegebiete aus, ihrem Charakter nach ist sie Wohnstadt mit ausgeprägtem Kur- und Tourismusbetrieb.

## Geschichte

### Namensherkunft

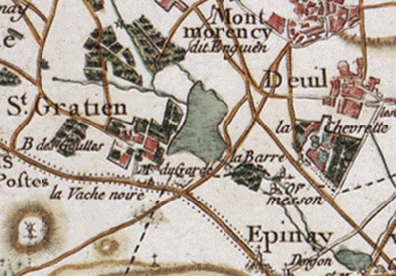
Der See von Enghien um 1780, Karte von Cassini

Der Name Enghien setzt sich aus den Bestandteilen Ed oder Oed, (Eid), und Inghen, (Feld oder Wiese) zusammen.
Die zusammengesetzten Namensformen Edinghen, Edinghem, Adinghien sind aus Dokumenten aus dem 11. Jahrhundert überliefert. Anghien findet sich in einem Schriftstück aus dem Jahr 1147, Aienghien wird 1227 erwähnt und Enghien zum ersten Mal 1264.
Die Stadt bezieht ihren Namen auf eine mittelalterliche Lehnsherrschaft in der Nähe von Brüssel (vgl. Enghien (Belgien)). Marie von Luxemburg erbte 1526 dieses Lehen und brachte es als Mitgift in ihre Ehe mit François de Bourbon ein. Einer ihrer Nachkommen. Louis Ier de Bourbon, nannte sich ab 1566 Duc d'Enghien (Herzog von Enghien). 1689 erhielt das Haus Condé von Ludwig XV. die Erlaubnis, ihr Herzogtum Montmorency (Duché de Montmorency), das sie seit 1633 innehatten, in Herzogtum Enghien umzubenennen. Die Stadt Montmorency, das dazugehörende Tal und der See sollten den Namen Enghien bekommen. Im allgemeinen Sprachgebrauch behielt die Stadt Montmorency jedoch ihren Namen, während sich für den See Étang d’Enghien und Lac d’Enghien einbürgerte.

### Entstehung der Gemeinde

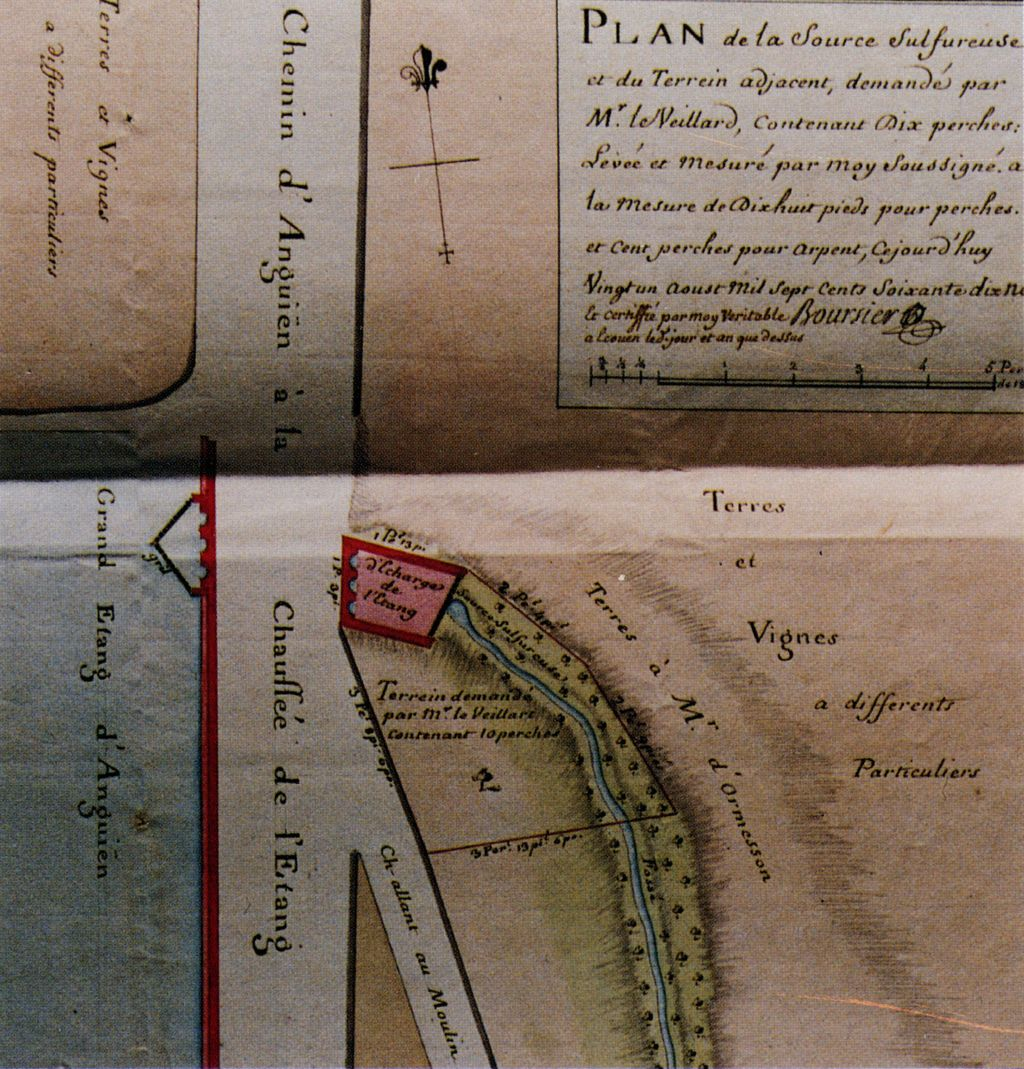
Lageplan der schwefelhaltigen Quelle von Enghien, 1779

Bis zum 18. Jahrhundert waren die sumpfigen Ufer des Étang de Montmorenci, bis auf eine Mühle und versprengte Einzelgebäude, von denen einige zum Schloss Ormesson gehörten, nahezu frei von menschlicher Besiedlung. Ein schlechter Fahrweg, der am unteren Ende des Sees vorbeiführte, verband die beiden Städte Montmorency und Argenteuil.
1766 entdeckte Louis Cotte, zu jener Zeit ein junger Pfarrer in Montmorency und leidenschaftlicher Wissenschaftler, während einem seiner Spaziergänge einen stinkenden Tümpel in der Nähe des Sees. Er unternahm mehrere Experimente, tauchte verschiedene Metallstücke ins Wasser und reichte seine Erkenntnisse als Arbeit bei der Académie des sciences ein. Pierre-Joseph Macquer, Chemiker und Mitglied der Akademie, bestätigte, dass es sich um eine schwefelhaltige Quelle handelte.
1772 erhielt Louis-Guillaume Le Veillard vom Prinzen Louis VI Henri de Bourbon-Condé die Erlaubnis, die Schwefelquelle zunächst für vier Jahre auszubeuten. Einige Jahre später, nachdem die anfänglichen Schwierigkeiten überwunden waren, wurde die Konzession auf 60 Jahre verlängert. 1781 wurde die Quelle in Stein gefasst und ein Mietkutschendienst für Gäste aus Paris eingerichtet, die nicht über eigene Kutschen verfügten. 1787 erschien im Journal de Paris ein von zwei Ärzten verfasster Artikel, in dem die Heilwirkung des Wassers anhand eines Fallbeispiels beschrieben wurde. Der Artikel trug dazu bei, den guten Ruf der Thermalquelle zu festigen und die Besucherzahlen in die Höhe zu treiben.
Der Weiler Enghien bestand zu jener Zeit immer noch lediglich aus einigen Katen, die sich um die Mühle scharten. Zwei Hütten dienten als Badestätte für die Kurgäste. Erst 1821, als Jean-Baptiste Péligot seine Arbeit als Direktor der Krankenhäuser von Paris aufgab, um sich ganz der Leitung und Entwicklung der Thermalquelle zu widmen, wurde der Betrieb verschönert und ausgebaut. Péligot ließ eine befestigte Straße bauen, das sumpfige Seeufer befestigen, er entdeckte eine weitere Quelle und ließ Brunnen bohren, um einen gleichmäßigeren Fluss des Thermalwassers zu erzielen.

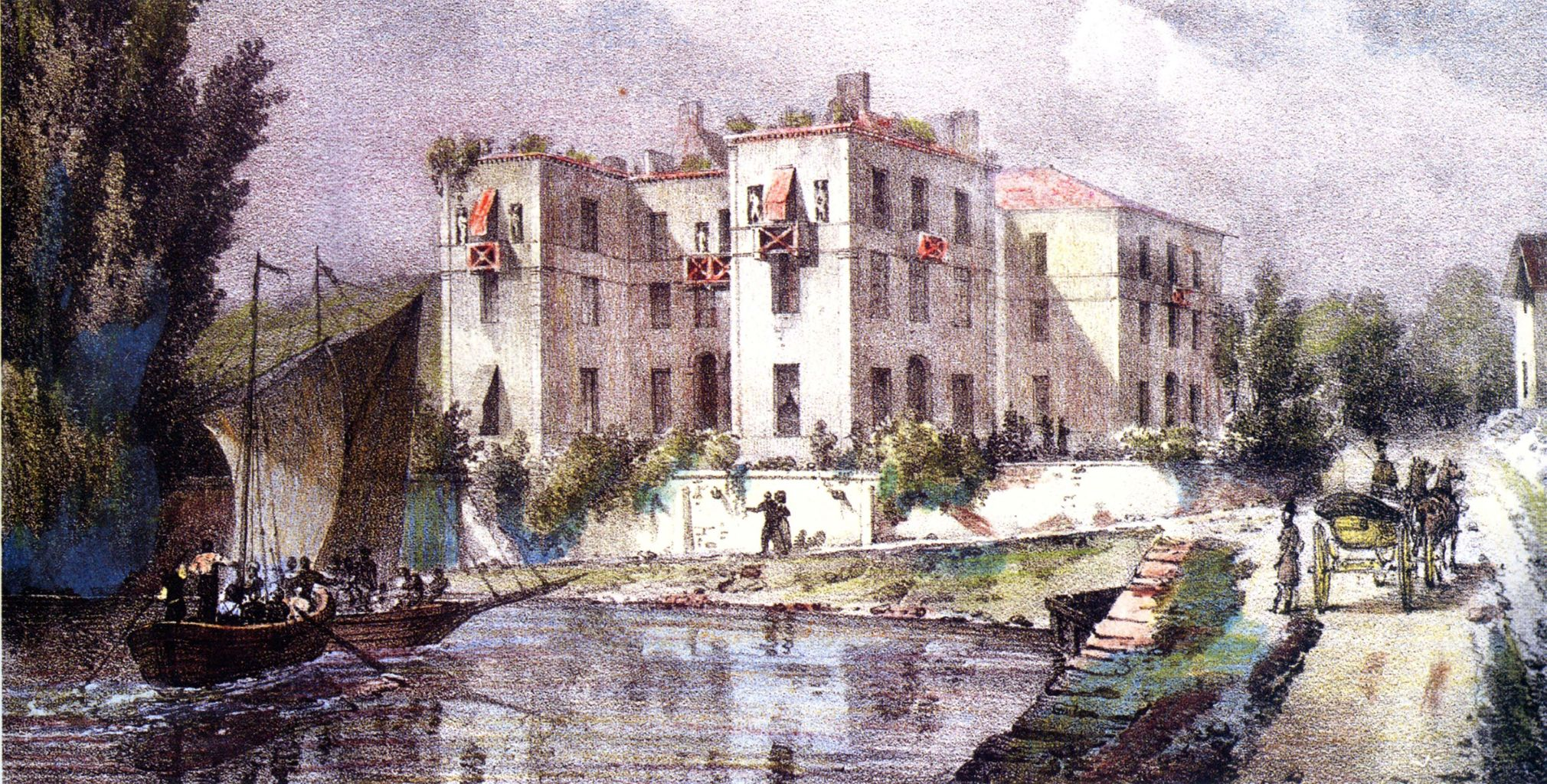
Das Hôtel des Quatres-Pavillons

1822 wurden die ersten großen Gebäude errichtet, darunter die ersten Hotels, nachdem Péligot dem Comte de Luçay das Nutzungsrecht am See und am Badebetrieb abgekauft hatte. Auch der Bau der Eisenbahn nach Enghien im Jahre 1846 trug dazu bei, dass sich das Thermalbad bis Mitte des 19. Jahrhunderts zu einem viel besuchten Kurort entwickelte.
Alexandre Dumas, der 1827 zum ersten Mal Enghien besuchte, beschrieb in seinen Memoiren die Entwicklung des Ortes während mehrerer Jahrzehnte.
Der weitere Ausbau des Ortes wurde jedoch dadurch behindert, dass er sich über die Gemarkungen von vier Landgemeinden erstreckte, von denen keine für die nötige Infrastruktur aufkommen wollte. Die Straßen waren nicht befestigt, es gab weder Schule noch Kirche. Als mit dem Bau der Eisenbahn auch weniger wohlhabende Gäste in großen Mengen einfanden, wurde die Lage prekär. Das Scheitern der französischen Monarchie im Jahr 1848 zögerte die Entscheidung weiter hinaus. Am 7. August 1850 erließ schließlich die Regierung der Zweiten Republik ein Gesetzesdekret zur Gründung der Gemeinde Enghien-les-Bains. Die vier Nachbargemeinden mussten Land zu Gunsten der neuen Gemeinde abtreten: Soisy-sous-Montmorency musste 62,4 Hektar abgeben, Deuil 27,6 Hektar, Épinay 15,2 Hektar und Saint-Gratien 37,8 Hektar. Die ersten Kommunalwahlen im neu gegründeten Ort fanden am 29. Dezember 1850 statt.

### Die Blütezeit von Enghien

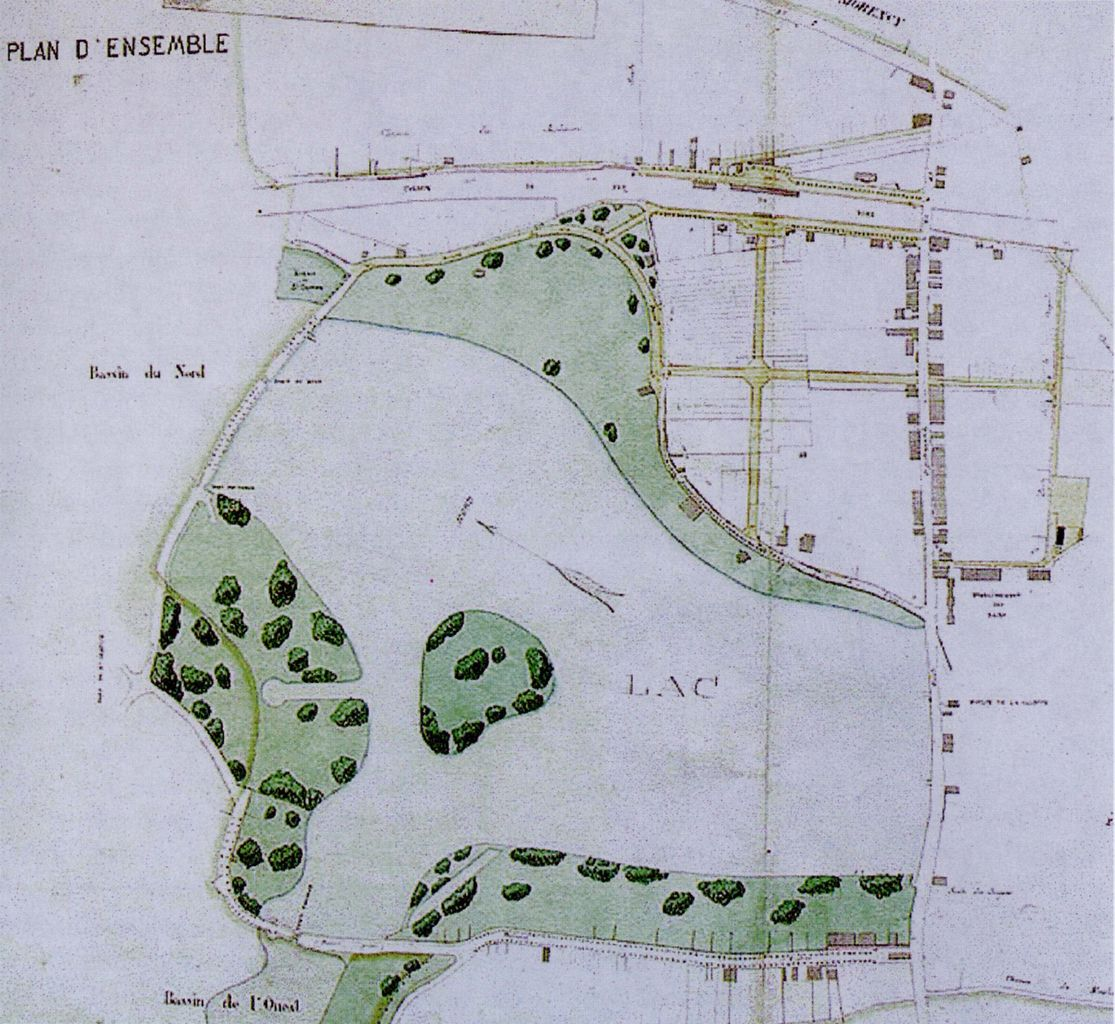
Katasterplan von 1853

Unter dem Zweiten Kaiserreich war die Stadt für ihre prunkvollen Feste berühmt, die meist den See als zentrales Element einbezogen. Jeden Sonntag gab es ein Konzert und einen Ball im Park des Thermalbads, jeden Mittwoch einen Tanzabend. Die gehobene Pariser Gesellschaft gab sich ein Stelldichein am Ufer des Sees. Politiker, Industrielle und Künstler residierten während der Sommersaison in Enghien.
Der Marquis Astolphe de Custine, viel reisender Schriftsteller und Diplomat, empfing in seinem Schloss im benachbarten Saint-Gratien viele Künstler, beispielsweise Balzac, Victor Hugo, Frédéric Chopin, Eugène Delacroix, François-René de Chateaubriand, der 20 Jahre lang ein inniges persönliches Verhältnis zu seiner Mutter pflegte, Alfred de Musset, Jules Barbey d’Aurevilly, George Sand und Alphonse de Lamartine.
20 Jahre später nahm Mathilde Bonaparte ihren Wohnsitz in Saint-Gratien; dies gab dem Renommee des Kurorts weiteren Auftrieb, zumal auch sie in ihrem Haus die berühmtesten Autoren ihrer Epoche empfing.
Infolge eines Gesetzes von 1864 vergrößerte sich Enghien um weitere 41 Hektar bis zum Weiler Ormesson. Am 18. Juli 1865 wurde das Wasser von Enghien per Dekret offiziell als nützlich für die Öffentlichkeit (décret de Reconnaissance d'utilité publique) anerkannt.
Im Deutsch-Französischen Krieg 1870/71 wurde Enghien von preußischen Truppen besetzt.
1875 erwarb Hippolyte de Villemessant, Gründer des Figaro, einen Aktienanteil der Société des eaux de la ville. 1877 erreichte er, dass eine Konzession zum Betrieb eines Spielsaals erteilt wurde; es wurden jedoch nur kleine Spieleinsätze erlaubt. 1879 wurde die Pferderennbahn eingeweiht. Mit der Eröffnung eines Theaters im Jahre 1891 wurde auch der Winter zur Saison für Gäste.
Zu jener Zeit wurde auf der Gemarkung noch Wein angebaut: 1886 wurde auf 5 Hektar Anbaufläche ein Ertrag von 255 Hektolitern erzielt.
1901 wurde ein neues Kasino in Form eines Schiffs erbaut. Ein Gesetz von 1907 erlaubte Glücksspiele um Geld in Badeorten, worauf ein noch größeres Kasinogebäude errichtet wurde. Der Bau blieb bis heute erhalten. Den Gästen, die sich beim Glücksspiel im Kasino finanziell ruiniert hatten, wurde eine Bahnfahrkarte erster Klasse zurück nach Paris angeboten. Der See war Mittelpunkt zahlreicher Feste und Wettbewerbe; beispielsweise Regatten oder einem Blumenschmuck-Wettbewerb für Boote.

### Das 20. Jahrhundert
Der Erste Weltkrieg beendete auch in Enghien abrupt den Glanz der Belle Époque. Das Kasino schloss seine Tore und wurde zu einem Militärhospital, ebenso wie der Festsaal der Gemeinde. Alle öffentlichen Vergnügungen wurden verboten, mit Ausnahme der sonntäglichen Konzerte am Pavillon im Park.

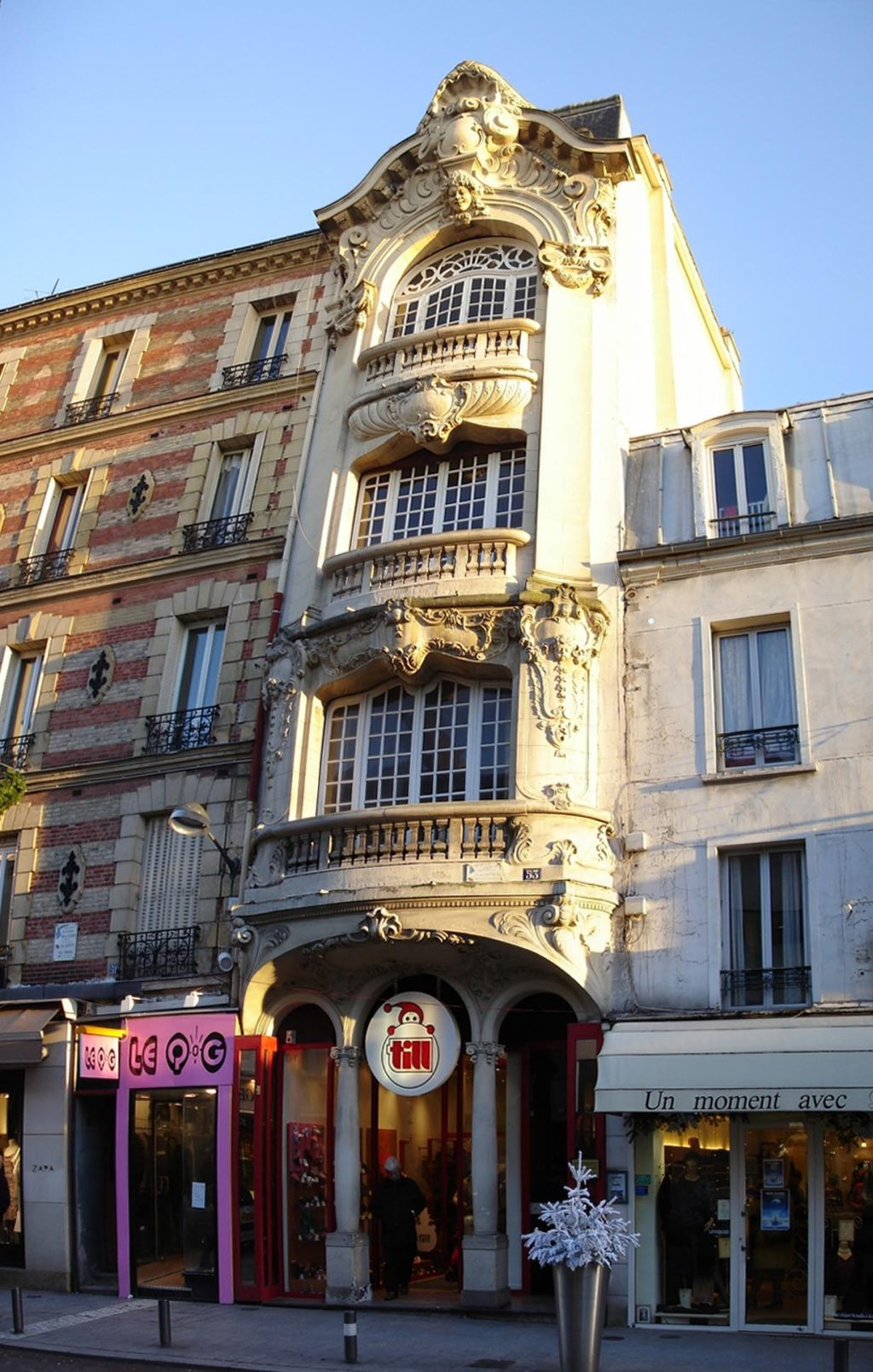
Haus Rococo in der Rue du Général-de-Gaulle

Nach dem Krieg wurden städtisches Leben, Tourismus und Vergnügungsbetrieb wieder aufgenommen. 1920 wurde das Tourismusbüro gegründet, 1925 wurde ein überdachter Markt eingeweiht. Eine Eisenbahnbrücke, Straßen und Plätze wurden gebaut. Zu Beginn der 1930er Jahre zählte der Bahnhof von Enghien 3 Millionen Reisende pro Jahr.
Es herrschten jedoch erschwerte Bedingungen. Das Finanzgesetz von 1920 verbot Glücksspiele im Umkreis von 100 Kilometern um Paris. Dadurch wurden die Einnahmequellen der Stadt empfindlich beschnitten. Zahlreiche Eingaben des damaligen Bürgermeisters Henri Patenôtre-Desnoyers führten schließlich zum Erfolg: Der damalige Innenminister Pierre Laval erlaubte unter bestimmten Bedingungen Glücksspiele in Enghien. 1935 weihte der Präsident Albert Lebrun ein neues Thermalbad ein.
Mit dem Ausbruch des Zweiten Weltkrieges schloss das Kasino erneut. 1940 geriet die Stadt unter deutsche Besatzung.
1946 eröffnete das Kasino erneut. Alte Gebäude mussten neuen weichen: Das alte Hôtel des Bains wurde 1949 zu Gunsten des heute noch bestehenden Grand Hôtel des Bains abgerissen. Dieses Luxushotel beherbergte im Herbst 1995 Pierre Fresnay, Yvonne Printemps und den Maler Maurice Utrillo. Der alte Kursaal (sic, auch im Französischen), der schon lange leer gestanden hatte, wurde schließlich 1953 abgerissen. Durch Straßenbaumaßnahmen wurde erreicht, dass der Rosengarten vergrößert werden konnte.
Die Stadt knüpfte wieder an ihren traditionellen Festkalender an, unter Anpassung an moderne Publikumsbedürfnisse. 1954 wurde das erste Pferdetoto an der Rennbahn eröffnet. Mannigfaltige Veranstaltungen wie Salons, Theateraufführungen im Casino, Konferenzen, ein renommiertes internationales Schachturnier, ein Weihnachtsmarkt sowie in jüngerer Vergangenheit ein internationaler Wakeboard-Wettbewerb etablierten sich.
Am 8. Januar 1964 wurde Enghien-les-Bains zum Hauptort (chef-lieu) eines neuen Kantons mit gleichem Namen wie die Stadt, zu dem auch noch die Orte Deuil-la-Barre und Montmagny gehören.
Mit dem Wachstum des Automobilverkehrs in den 1960er Jahren drohte die Stadt mit ihren engen Straßen dem Verkehrsinfarkt zu erliegen. Durch Ausbau der Rue de Malleville als Hauptverkehrsachse und Entlastung der Innenstadt vom Durchgangsverkehr und durch den Bau großer unterirdischer Parkhäuser, besonders in den Jahren seit 1989, versuchte die Stadt, dieses Problem zu beherrschen.

### Enghien heute
Die Geschichte von Enghien ist kurz im Vergleich zu den Nachbargemeinden. Sie ist jedoch einzigartig, auf Grund der Sonderstellung als Thermalbad im Ballungsraum einer Metropole. Im Oktober 2003 beschloss die Stadtverwaltung deshalb, eine urbane Schutzzone einzurichten, um die reiche Architektur aus dem 19. Jahrhundert zu erhalten. 2005 wurden das Stadttheater und 2006 das Thermalbad renoviert.
Neben dem klassischen Quell- und Badebetrieb wendet sich die Stadt in jüngster Vergangenheit verstärkt auch anderen Verfahren der medizinischen Rehabilitation zu.

## Religionen

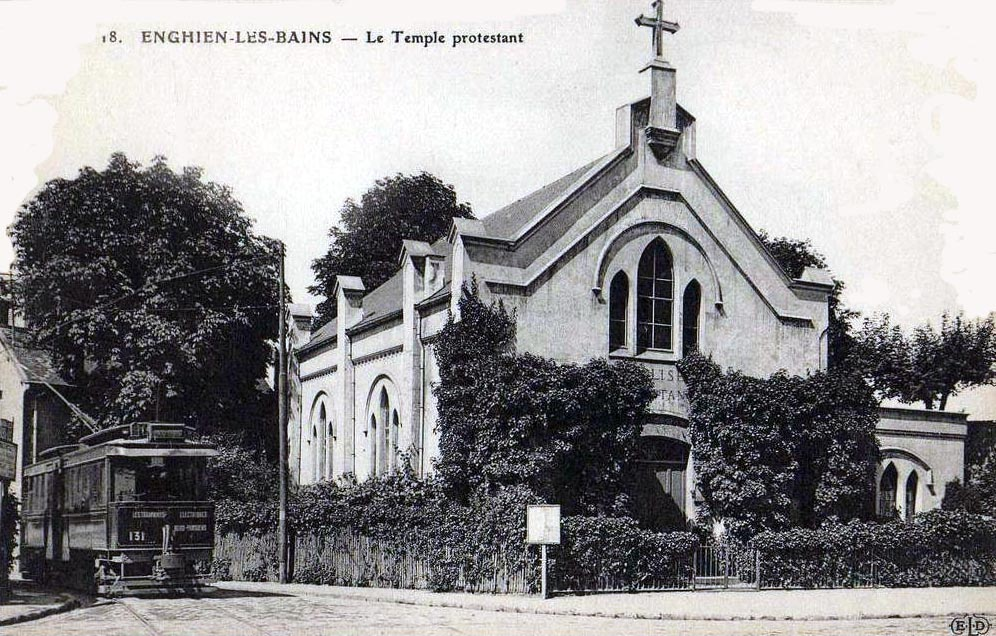
Die protestantische Kirche und die damalige Straßenbahn Enghien-Montmorency, um 1900

Die katholischen Gläubigen treffen sich zum Gottesdienst in der Kirche Saint-Joseph. Die Pfarrei gehört zum Bistum Pontoise.
Seit 1855 treffen sich die Protestanten von Enghien und von 15 anderen Gemeinden im Temple d'Enghien-les-Bains, der an der Gemeindegrenze zu Montmorency gelegen ist.
Die Anhänger der reformierten Kirche verfügen ebenfalls über eine Kirche, sie heißt La Maison Haute.
Eine Synagoge befindet sich direkt hinter dem Thermalbad.
Es gibt zwei Friedhöfe: den alten Friedhof, auch Nordfriedhof genannt, und den Südfriedhof.

### Einwohnerentwicklung
Ab den 1860er Jahren nahm die Bevölkerung parallel zum Aufblühen des Kurbetriebs zu. Diese Entwicklung war jedoch in den 1930er Jahren praktisch abgeschlossen: Die Platzverhältnisse am Ort und die Anforderungen eines Kurortes, die eine stärker verdichtete Bebauung ausschlossen, setzten der Einwohnerzahl eine Obergrenze.
| Jahr                       | 1962   | 1968   | 1975   | 1982 | 1990   | 1999   | 2006   | 2017   |
| Einwohner                  | 12.504 | 12.152 | 10.712 | 9739 | 10.077 | 10.368 | 12.121 | 11.228 |
| Quellen: Cassini und INSEE |        |        |        |      |        |        |        |        |

Die Alterspyramide weist gewisse lokale Besonderheiten auf. Der Anteil der Kinder unter 15 Jahren liegt unter dem Durchschnitt der Region. Zwischen den beiden Volkszählungen von 1990 und 1999 holte die Gemeinde in dieser Hinsicht zwar etwas auf, trotzdem lag sie auch 1999 mit 17,7 % Kinderanteil bei der männlichen und 14,1 % bei der weiblichen Bevölkerung noch deutlich unter dem regionalen Durchschnitt von 19,9 % bzw. 17,9 %.
In Bezug auf die Altersgruppe von 60 bis 74 Jahren verhält es sich umgekehrt: Diese ist in Enghien mit 12,9 % bei den Männern und 14,6 % bei den Frauen gegenüber 10,2 % et 11,3 % in der Region signifikant überrepräsentiert. Bei dem noch älteren Menschen ab 75 Jahren sind die Anteile 7,8 % bei den Männern und 13,5 % bei den Frauen, gegenüber 4,0 % und 7,2 % in der Region.
Als ein Grund für die relative Überalterung der Bevölkerung werden die sehr hohen Grundstücks- und Mietpreise angesehen. Diese machen es für viele junge Familien zu kostspielig, sich in Enghien anzusiedeln.

## Politik

### Stadtrat

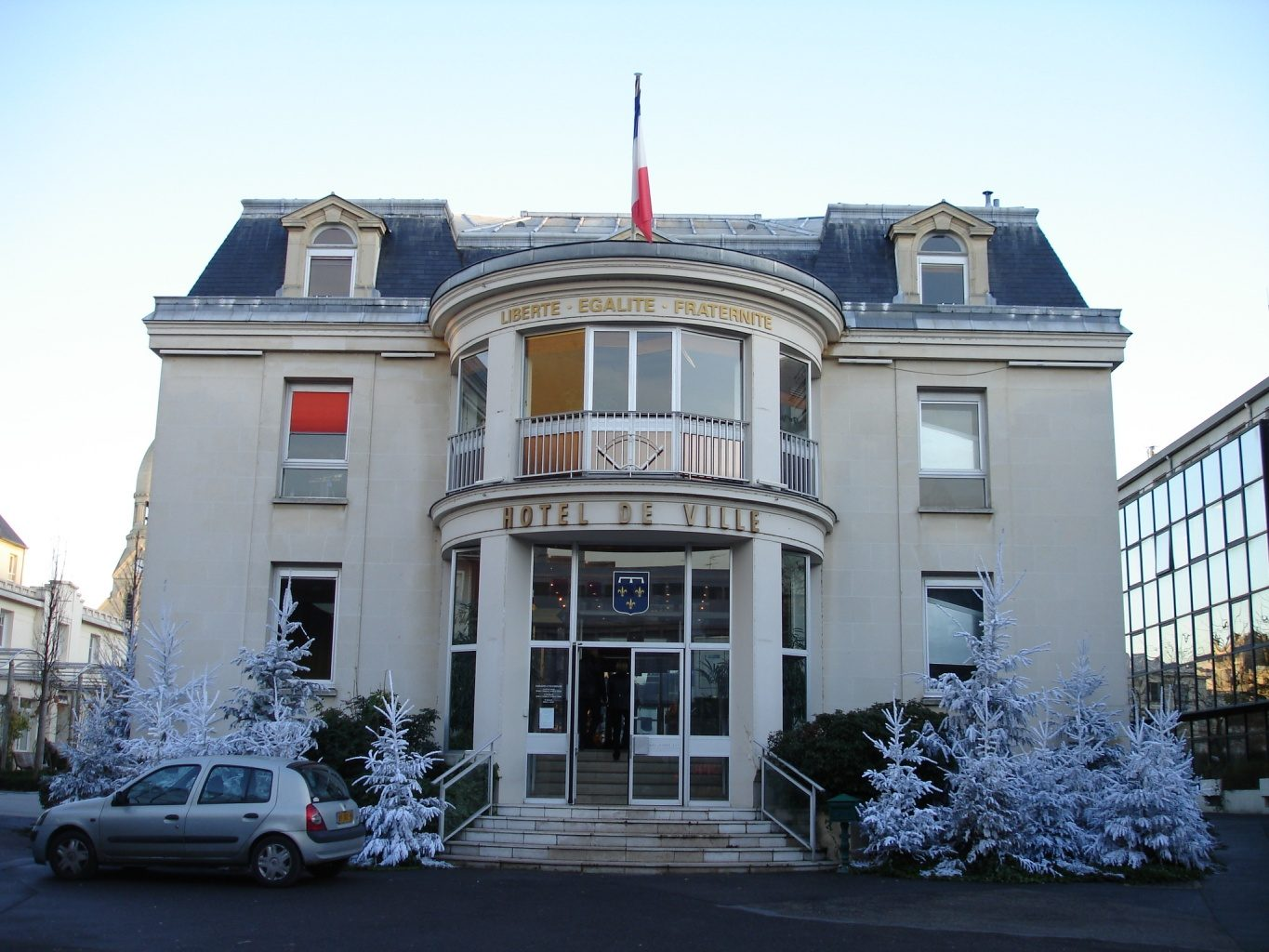
Das Rathaus

Der Stadtrat (conseil municipal) besteht aus 33 Mitgliedern, darunter der Bürgermeister und acht Beigeordnete (adjoints). Der Stadtrat tagt im Normalfall alle zwei Monate. Sechs städtische Ausschüsse unterstützen die Arbeit.
Am 17. Oktober 2006 wurde ein Kinder-Stadtrat (Conseil municipal des enfants) gegründet.

### Politische Strömungen
Politisch bevorzugt die Bevölkerung eher die bürgerlich-konservative Seite.
Jedoch gehört der Bürgermeister seit 1989 dem Zentrum (UDF) an. Er wurde 2001 mit einer Mehrheit von 76,44 % der abgegebenen Stimmen wiedergewählt.
Im zweiten und entscheidenden Wahlgang der Präsidentschaftswahl 1995 zogen die Enghiennois mit einer Mehrheit 72,94 % den späteren Präsidenten Jacques Chirac dem unterlegenen Kandidaten Lionel Jospin vor.
Bei der Präsidentschaftswahl 2002 entschieden sich im ersten Wahlgang 28,8 % der Wähler für Jacques Chirac, 15,9 % für Jean-Marie Le Pen, jeweils 11,4 % für François Bayrou und Lionel Jospin, 8,0 % für Alain Madelin und 7,0 % für Jean-Pierre Chevènement. Im zweiten Wahlgang stimmten 84,5 % für Jacques Chirac gegenüber 15,5 % für Jean-Marie Le Pen, bei 17,0 % Stimmenthaltungen.
Beim Referendum über die europäische Verfassung am 29. Mai 2005 stimmten, in starkem Gegensatz zu Frankreich insgesamt, das mehrheitlich den Verfassungsentwurf ablehnte, 67,42 % für den Verfassungsentwurf und nur 32,58 % dagegen, bei 27,75 % Enthaltungen.
Bei der Präsidentschaftswahl 2007 stimmten im ersten Wahlgang 49,16 % für Nicolas Sarkozy. Weit abgeschlagen folgten François Bayrou mit 19,46 %, Ségolène Royal mit 18,46 % und Jean-Marie Le Pen mit 7,0 %. Im zweiten Wahlgang setzte sich Nicolas Sarkozy bei den Enghiennois mit 68,55 % der Stimmen gegenüber Ségolène Royal mit 31,45 % durch.

### Öffentliche Sicherheit
Die offizielle Rate der Gesetzesverstöße und Verbrechen im Jahr 2005 belief sich auf 138 je 1000 Einwohner. Die Zahl bezieht sich auf den Polizeibezirk Enghien-les-Bains, der den Ort Saint-Gratien mit einschließt. Dies ist die höchste Deliktrate im Département, die Zahl übersteigt auch bei weitem den nationalen französischen Durchschnitt von 83/1000. Demgegenüber liegt die Aufklärungsquote bei 25 %, das ist die niedrigste im Département.
Um diese relativ schlechte Situation zu verbessern, beschloss die Gemeindeverwaltung 2005, ein Videoüberwachungssystem zu installieren. Es besteht aus 22 Kameras, die an bekannten Brennpunkten erhöhter Kriminalität errichtet wurden.

### Städtepartnerschaften
Enghien-les-Bains unterhält Städtepartnerschaften mit Enghien in Belgien und mit Bad Dürrheim in Deutschland.

#### Quellen von Enghien

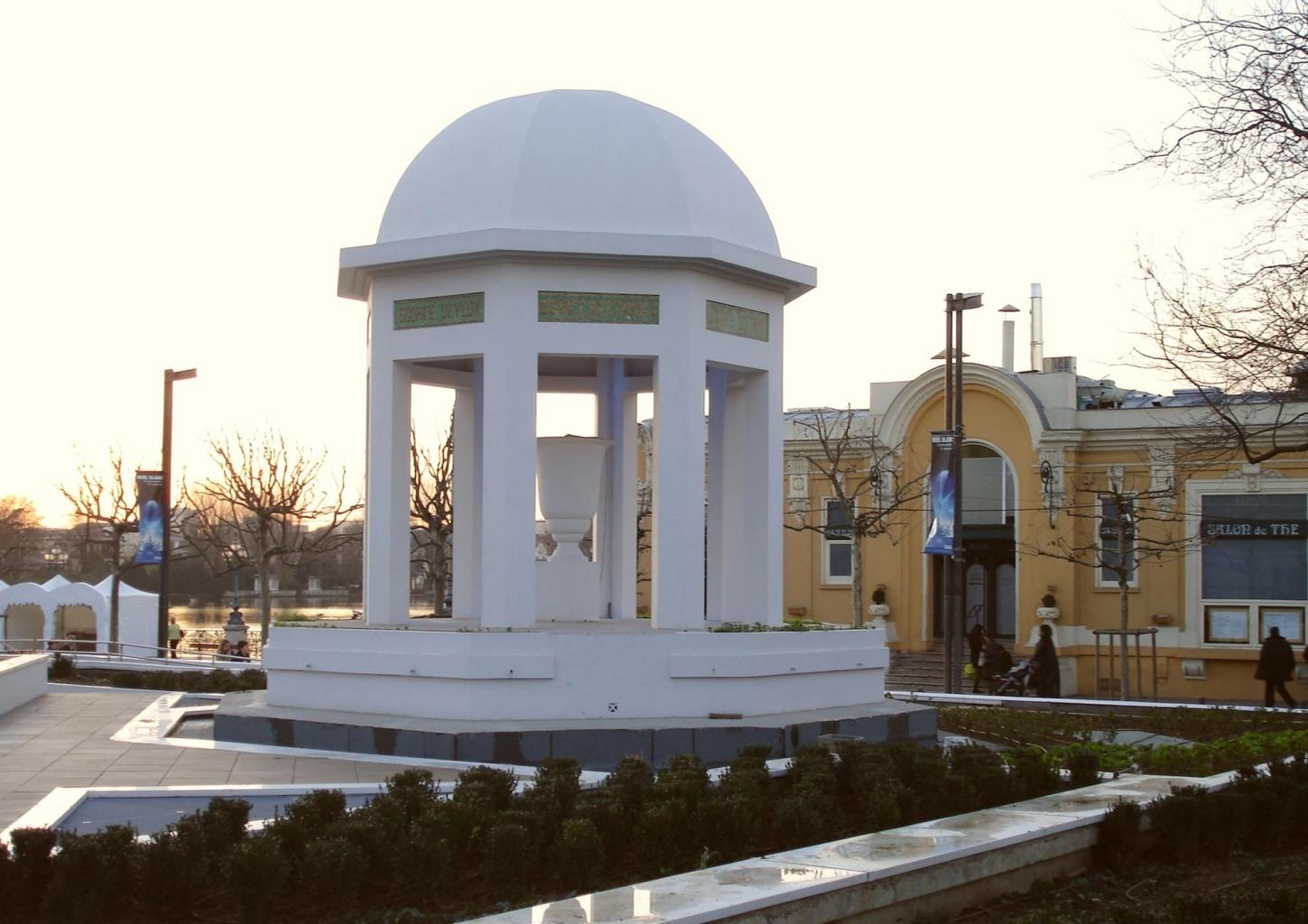
Die Source du Roy (Königsquelle)

#### Das Thermalbad

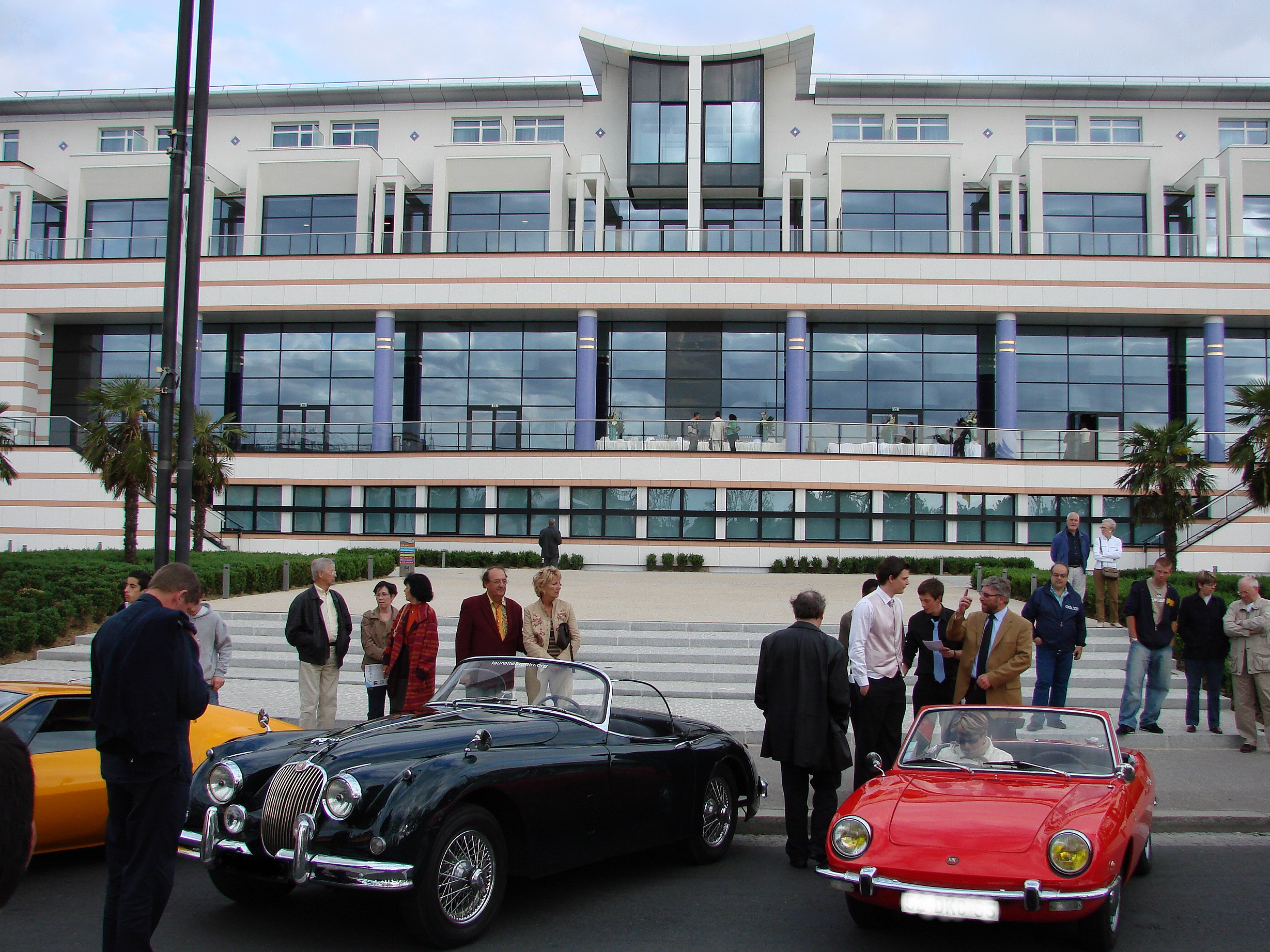
Oldtimerparade vor dem Thermalbad von Enghien

### Mediathek

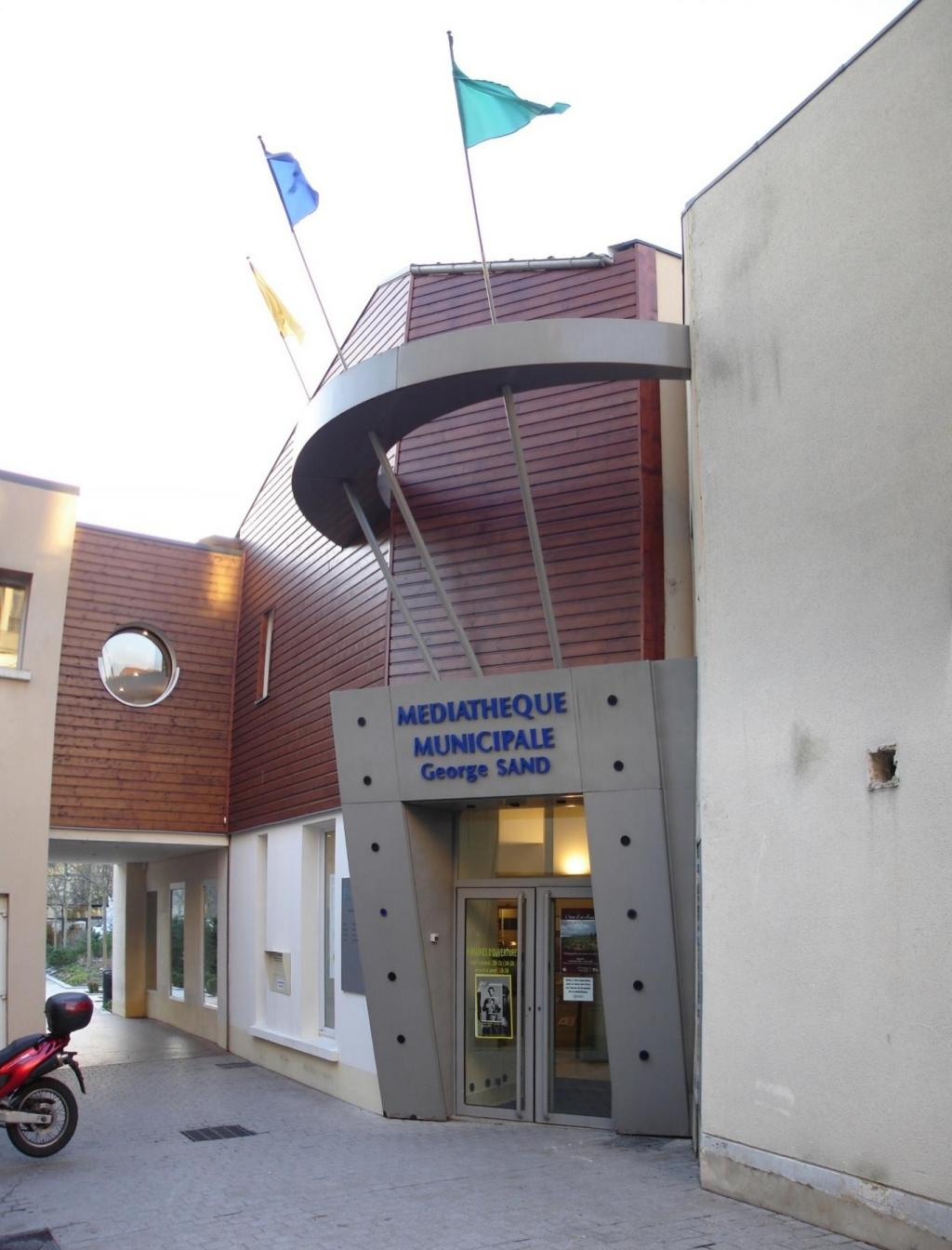
Die Mediathek George Sand

#### Kasino

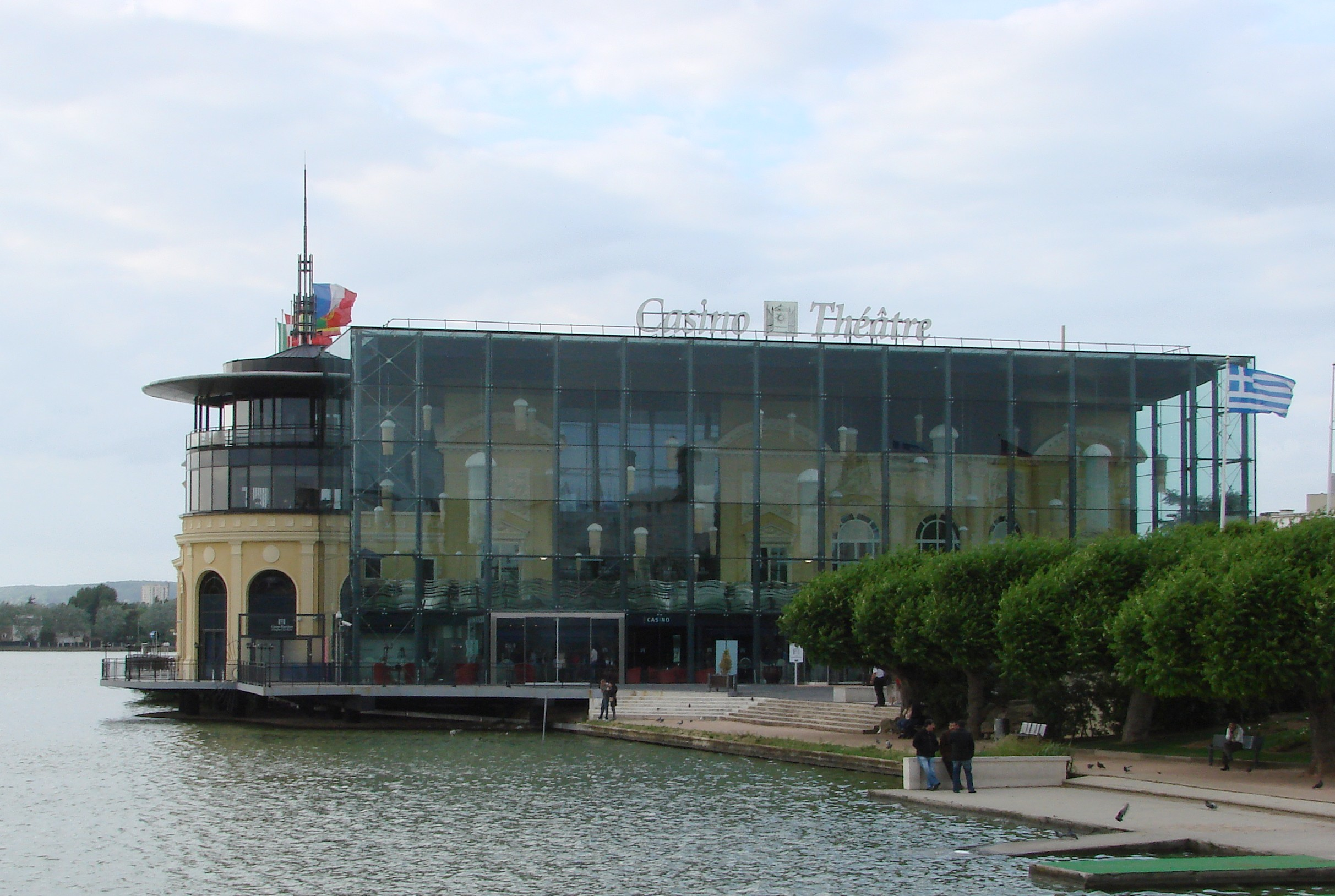
Das Kasino

#### Villen und Privathäuser

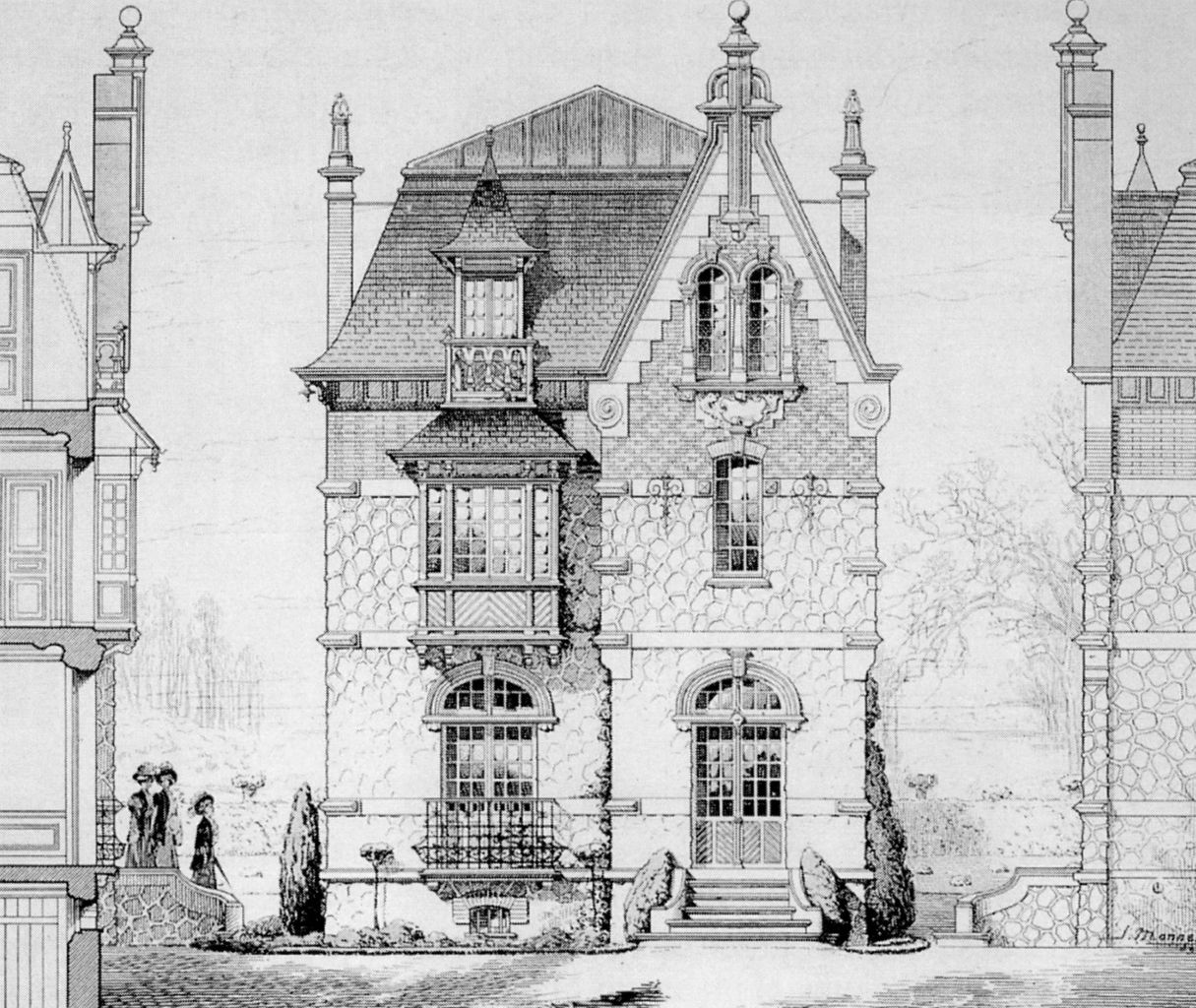
Architektenzeichnung von Haus Nr. 56, Boulevard Cotte

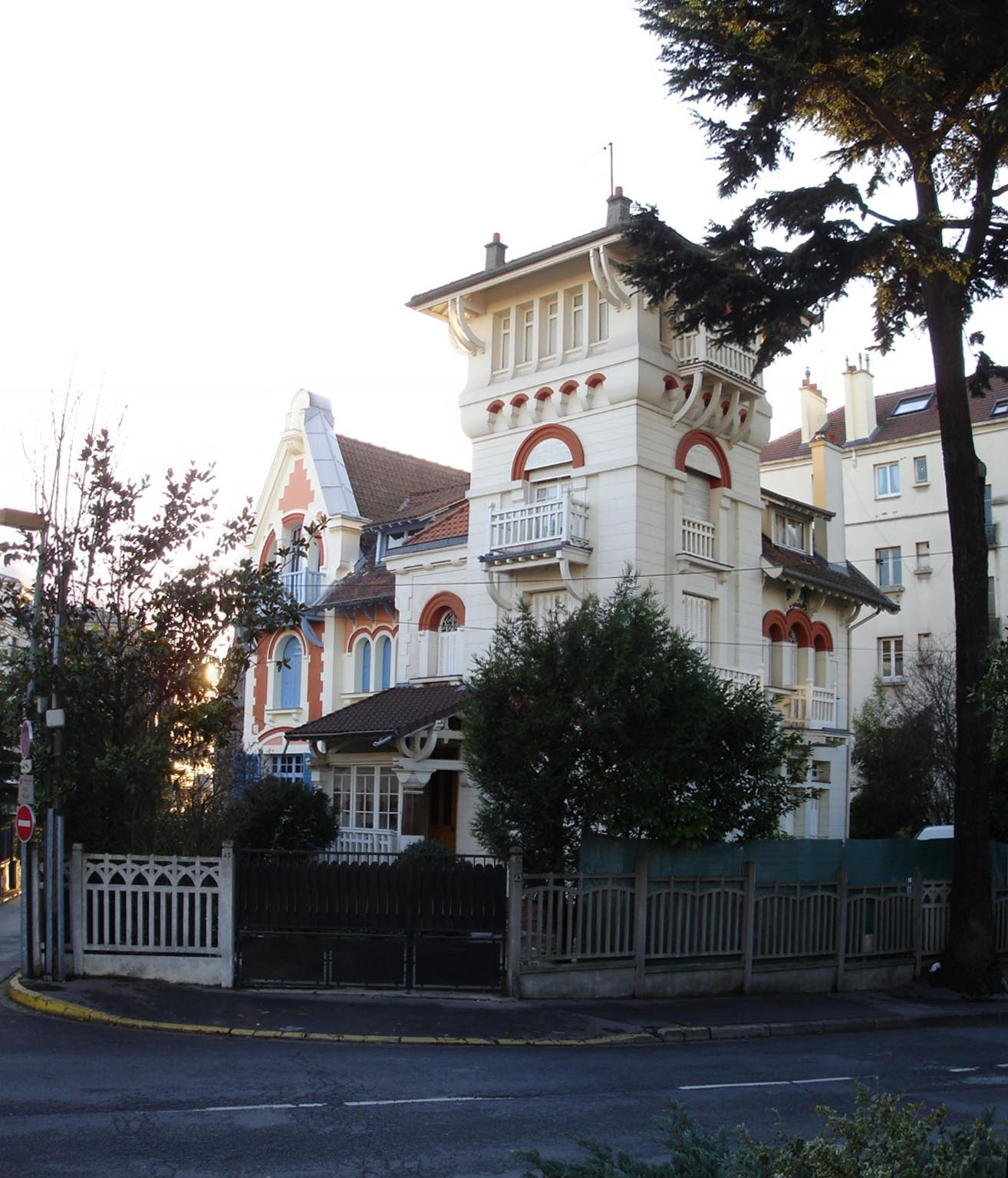
Villa Mon Rêve (Mein Traum)

### Grünflächen

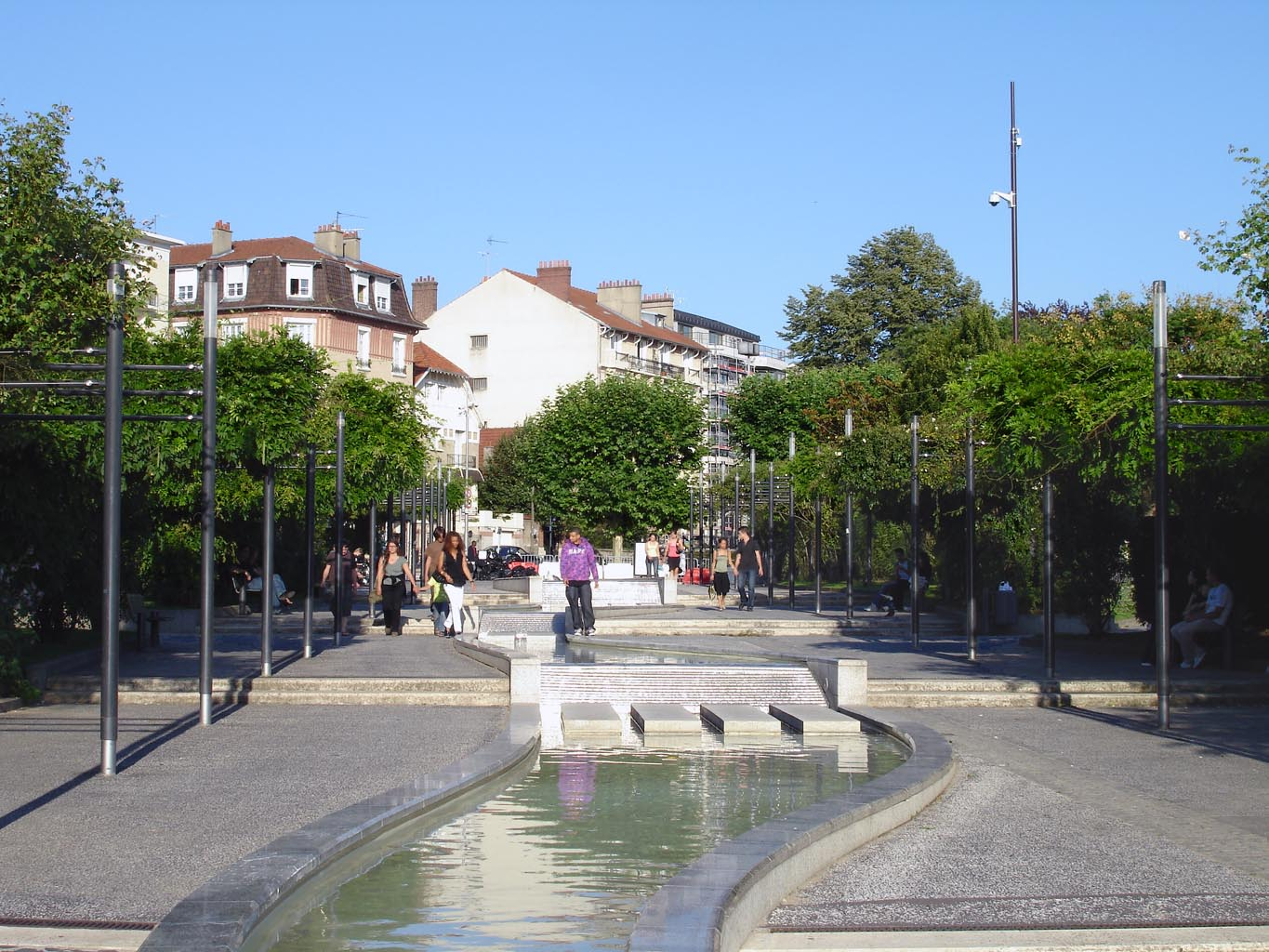
Der Rosengarten (Jardin des Roses)

#### Pferdesport

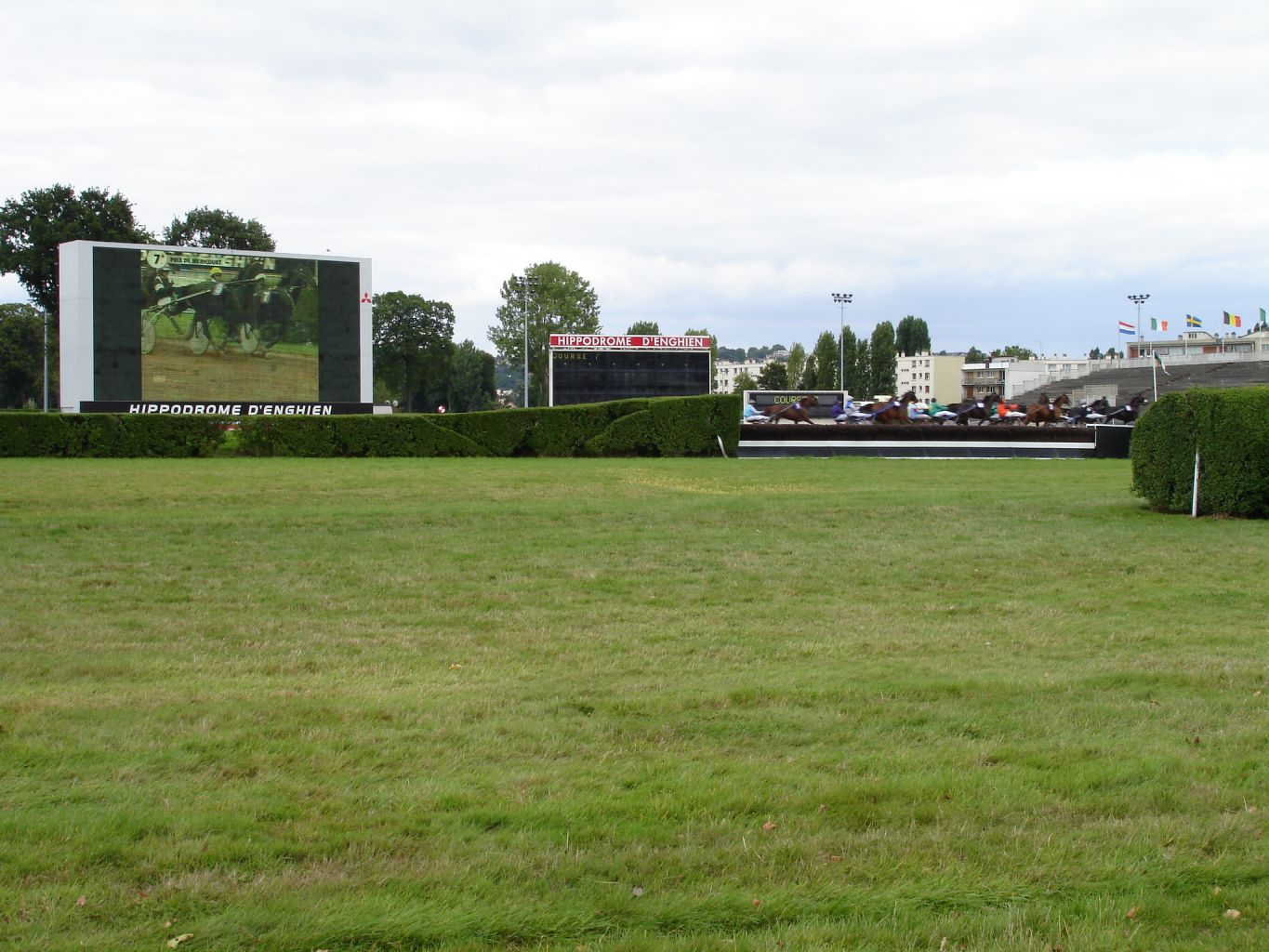
Die Pferderennbahn von Enghien-Soisy

#### Einzelhandel

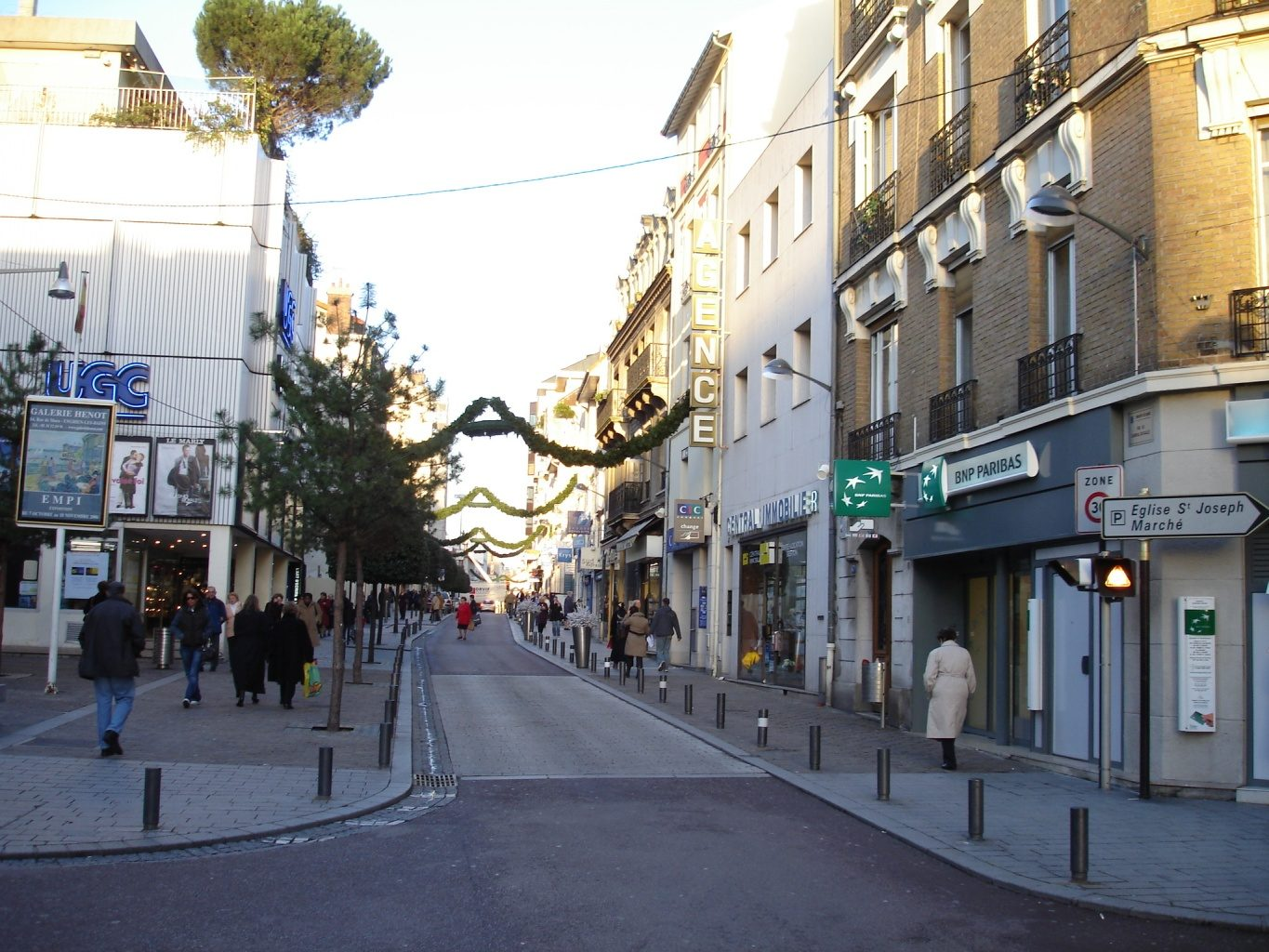
Die Rue du Général-de-Gaulle

#### Tourismus

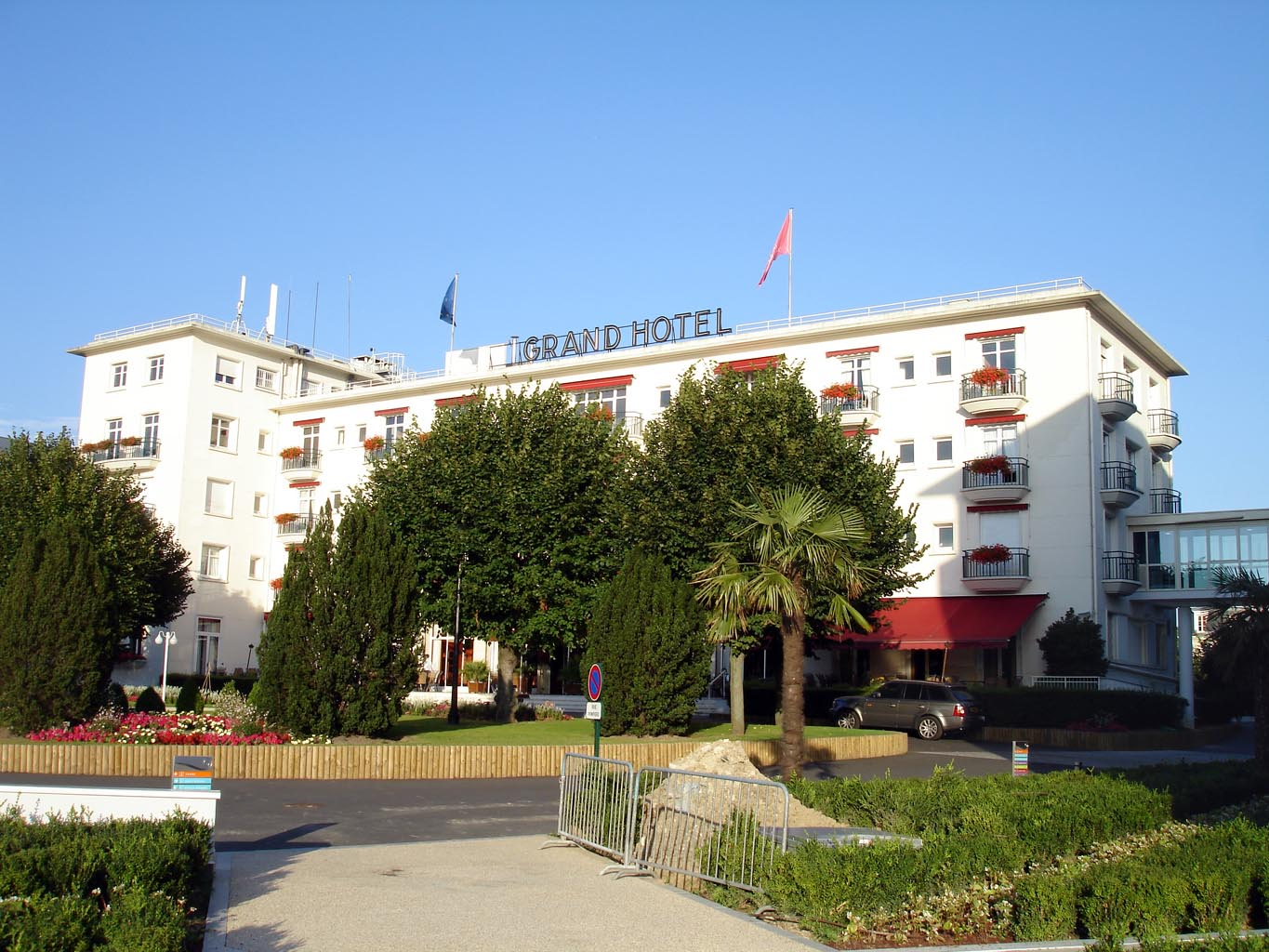
Das Grand Hôtel

### Verkehr

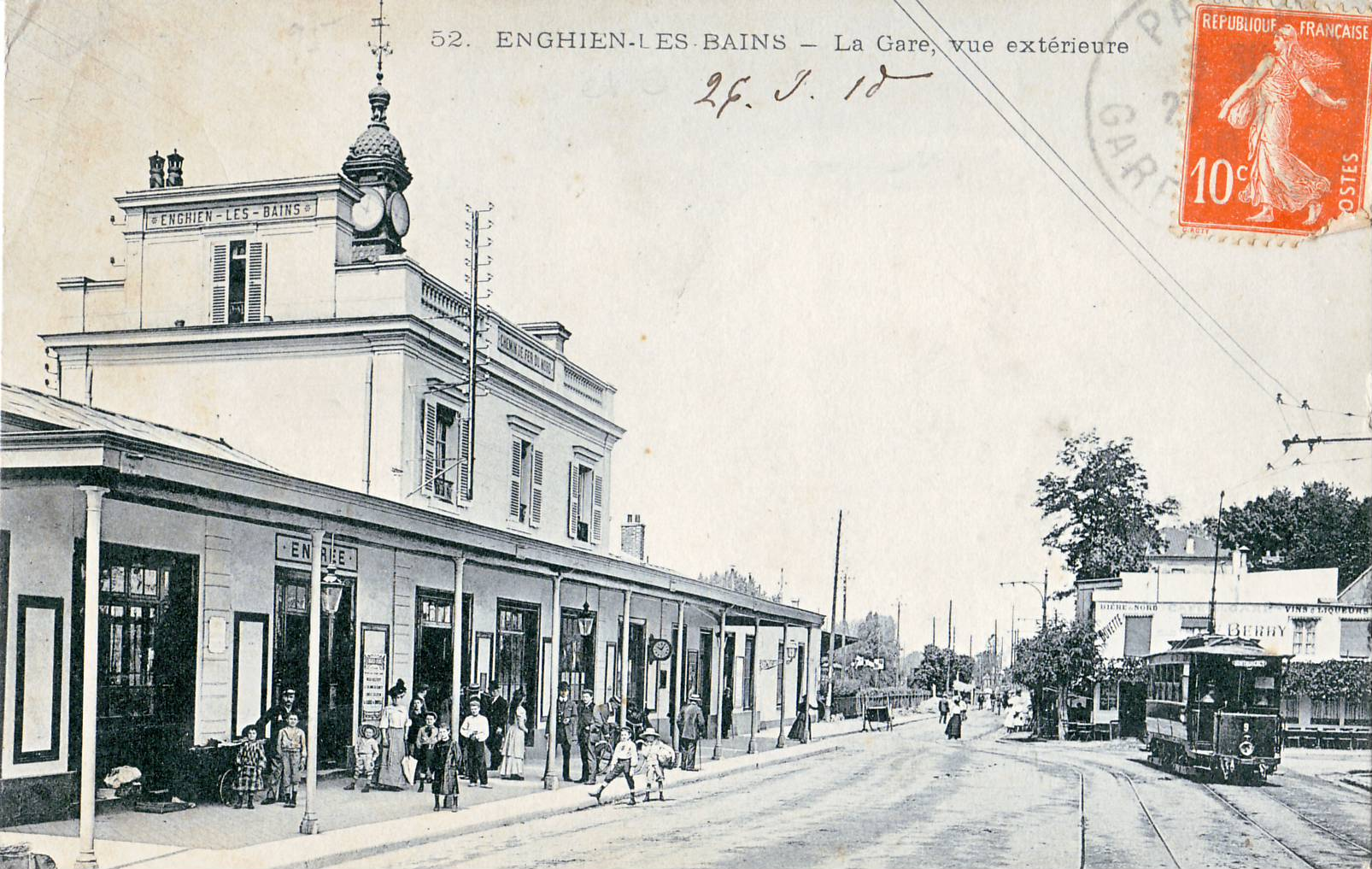
Bahnhof und Straßenbahn um 1910

### Künstler

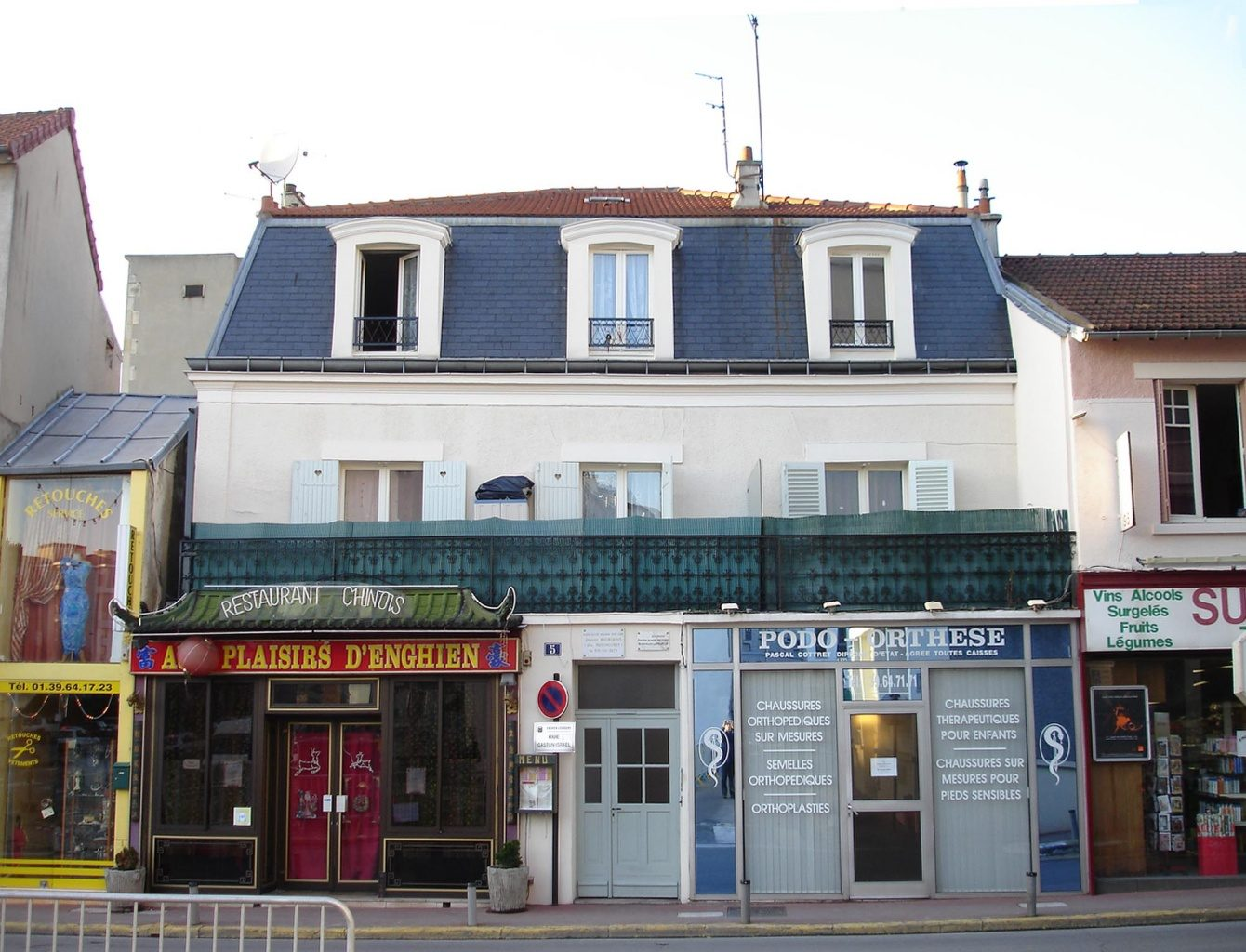
Das Geburtshaus von Mistinguett in der Rue Gaston-Israël

### Journalisten und Politiker

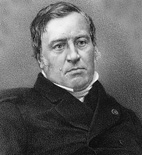
Émile de Girardin

## Kultur und Sehenswürdigkeiten

### Kurbetrieb